# Elektrocyclische reactie
In de organische chemie is een elektrocyclische reactie is een pericyclische omlegging waarbij het netto resultaat neerkomt op het omzetten van een pi-binding in een sigma-binding. De reacties hebben geen echte namen, maar worden op basis van de volgende criteria onderverdeeld:
- Elektrocyclische reacties worden licht-gekatalyseerd of de activeringsenergie wordt thermisch geleverd.
- Het aantal pi-elektronen in deeltjes met meer pi-bindingen bepaalt de precieze manier van reageren.
- Elektrocyclische reacties kunnen een ring sluiten (elektrocyclisatie) of de ring juist openen.
- De stereospecificiteit van de reactie wordt bepaald door het conrotatorisch of disrotatorisch bewegen van de uiteinden van de keten tijdens de overgangstoestand zoals dit door de Woodward-Hoffmann-regels wordt voorgeschreven.

Het begrip torquoselectiviteit is een maat voor de selectiviteit van de draairichting op conrotatorische of disrotatorische manier.
De Nazarov cyclisatiereactie is een van de weinige elektrocyclische naamreacties. In deze reactie worden divinylketonen omgezet in 2-cyclopenten-1-on en 3-cyclopenten-1-on.
Een klassiek voorbeeld van de reactie is de thermische ring-openingsreactie van 3,4-dimethylcyclobuteen. Uitgaande van het cis-isomeer wordt uitsluitend cis,trans-2,4-hexadieen gevonden. Wordt het trans-isomeer als uitgangsstof gebruikt dan wordt alleen trans,trans-2,4-hexadieen als reactieproduct gevonden.:
Het verloop van de reactie kan eenvoudig beschreven worden met behulp van de frontier-orbital-methode: de sigma-binding opent zodanig dat de resulterende p-orbitaal dezelfde symmetrie heeft als de HOMO van het product, een 1,3-butadieen. De enige manier om dit te realiseren is een conrotatorische rotatie, waardoor de p-orbitalen aan de bovenzijde van het pi-systeem een tegengesteld teken krijgen.

## Toepassingen
Een veel toegepaste elektrocyclische reactie is de thermische ringopening van benzocyclobutaan. Het reactieproduct is een zeer instabiel ortho-chinodimethaan. Ondanks de instabiliteit is het mogelijk het molecuul "af te vangen" met een sterk diënofiel als maleïnezuuranhydride in een endo-additie waarbij het diels-alder-adduct gevormd wordt. De chemische opbrengst van de ringopeningsreactie zoals die in onderstaande figuur is weergegeven, is afhankelijk van het soort R-groep. In een oplosmiddel als tolueen bij 110°C stijgt de opbrengst gaande van methyl via isobutylmethyl naar trimethylsilylmethyl. De hogere reactiesnelheid van de gesilyleerde verbinding kan verklaard worden via hyperconjugatie vanuit silicium, de βC-Si verzwakt de cyclobutaan C-C-binding door elektronen te doneren. Deze komen in een anti-bindend niveau terecht.
Een biomimetische elektrocyclische cascade-reactie is ontdekt in relatie met de isolatie en synthese van bepaalde andiandrinezuren: